# Atle Selberg
Atle Selberg (Langesund, 1917. június 14. – Princeton, 2007. augusztus 6.) norvég-amerikai matematikus, aki  számelmélettel  foglalkozott.

## Munkássága
1949-ben Erdős Pállal elemi bizonyítást adott a prímszámtételre.

## Kitüntetései
- Fields-érem  (1950)
- Wolf-díj (1986)

## Művei
- Collected Papers. Band 1: Springer, Heidelberg 1989, ISBN 3-540-18389-2; Band 2: Springer, Heidelberg 1991, ISBN 3-540-50626-8.